# Heracleum candicans
Heracleum candicans är en flockblommig växtart som beskrevs av Nathaniel Wallich och Dc. Heracleum candicans ingår i släktet lokor, och familjen flockblommiga växter.

## Underarter
Arten delas in i följande underarter:
- H. c. candicans
- H. c. obtusifolium